# Tour de France 2020/10. Etappe
Die 10. Etappe der Tour de France 2020 fand am 8. September 2020 statt. Sie folgte auf den ersten Ruhetag nach den Bergetappen in den Pyrenäen. Die Flachetappe auf durchgehend annähernd Meereshöhe startete in Le Château-d’Oléron auf der Île d’Oléron und endete nach etwa 168,5 Kilometern entlang der französischen Ostküste auf der benachbarten Insel Île de Ré in Saint-Martin-de-Ré. Der höchste Punkt der Strecke ohne Bergwertung lag auf ca. 13 m. Die Fahrer absolvierten insgesamt nur 528 Höhenmeter auf der flachsten Etappe der Rundfahrt.
Etappensieger im Sprint des Vorderfelds wurde Sam Bennett (Deceuninck-Quick-Step), der damit auch das Grüne Trikot des Punktbesten übernahm. Primož Roglič (Jumbo-Visma) kam im selben Feld an und verteidigte das Gelbe Trikot des Gesamtführenden. Zu Beginn der Etappe attackierten Stefan Küng (Groupama-FDJ) und Michael Schär (CCC), konnten aber nie einen Vorsprung über zwei Minuten herausfahren und wurden nach 68 Kilometern gestellt, nachdem das Deceunick-Quickstep-Team in einer Windkantensituation zwischenzeitlich das Feld sprengte. In der folgenden nervösen Rennphase stürzten verschiedene Fahrer, darunter Sam Bewley (Mitchelton-Scott), der das Rennen aufgab. Rund vierzig Kilometer vor dem Ziel gewann Matteo Trentin (CCC) den Zwischensprint. Bei erneutem Seitenwind setzte sich kurz vor dem Ziel das Vorderfeld mit den Erstplatzierten im Gesamtklassement ab, das um den Sieg sprintete.
Vor dem Etappenstart wurden die Ergebnisse der am Ruhetag vorgenommenen Tests auf SARS-CoV-2 bekanntgegeben: Je ein Betreuer der Mannschaften AG2R, Cofidis, Ineos-Grenadiers und Mitchelton-Scott wurden positiv getestet und nach den staatlichen Regeln zur Bekämpfung der COVID-19-Pandemie in Frankreich von der Tour de France ausgeschlossen. Auch Tourdirektor Christian Prudhomme, der allerdings nicht Teil der „Rennblase“ war, wurde positiv getestet. Alle 165 verbliebenen Radrennfahrer wurden negativ getestet. Allerdings nahm Domenico Pozzovivo (NTT) aufgrund seiner Sturzverletzungen das Rennen nicht mehr auf.

## Zeitbonifikationen
| Zeitbonus am Etappenziel in Saint-Martin-de-Ré nach 168,5 km auf 10 m Höhe | Zeitbonus am Etappenziel in Saint-Martin-de-Ré nach 168,5 km auf 10 m Höhe |
| Fahrer                                                                     | Zeitbonus                                                                  |
| -------------------------------------------------------------------------- | -------------------------------------------------------------------------- |
| 1. Sam Bennett (DQT)                                                       | 10 Sekunden                                                                |
| 2. Caleb Ewan (LTS)                                                        | 6 Sekunden                                                                 |
| 3. Peter Sagan (BOH)                                                       | 4 Sekunden                                                                 |

## Punktewertung
| Zwischensprint in Châtelaillon-Plage nach 129,5 km auf 1 m |            |                            |         |
| 1.                                                         | Italien    | Matteo Trentin (CCC)       | 20 Pkt. |
| 2.                                                         | Slowakei   | Peter Sagan (BOH)          | 17 Pkt. |
| 3.                                                         | Irland     | Sam Bennett (DQT)          | 15 Pkt. |
| 4.                                                         | Danemark   | Michael Mørkøv (DQT)       | 13 Pkt. |
| 5.                                                         | Frankreich | Bryan Coquard (BVC)        | 11 Pkt. |
| 6.                                                         | Osterreich | Marco Haller (TBM)         | 10 Pkt. |
| 7.                                                         | Italien    | Sonny Colbrelli (TBM)      | 9 Pkt.  |
| 8.                                                         | Belgien    | Tiesj Benoot (SUN)         | 8 Pkt.  |
| 9.                                                         | Costa Rica | Andrey Amador (INS)        | 7 Pkt.  |
| 10.                                                        | Kolumbien  | Daniel Martínez (EF1)      | 6 Pkt.  |
| 11.                                                        | Spanien    | Pello Bilbao (TBM)         | 5 Pkt.  |
| 12.                                                        | Danemark   | Casper Pedersen (SUN)      | 4 Pkt.  |
| 13.                                                        | Italien    | Simone Consonni (COF)      | 3 Pkt.  |
| 14.                                                        | Spanien    | Jonathan Castroviejo (INS) | 2 Pkt.  |
| 15.                                                        | Belgien    | Jens Keukeleire (EF1)      | 1 Pkt.  |

| Etappenziel in Saint-Martin-de-Ré nach 168,6 km auf 10 m |             |                          |         |
| 1.                                                       | Irland      | Sam Bennett (DQT)        | 50 Pkt. |
| 2.                                                       | Australien  | Caleb Ewan (LTS)         | 30 Pkt. |
| 3.                                                       | Slowakei    | Peter Sagan (BOH)        | 20 Pkt. |
| 4.                                                       | Italien     | Elia Viviani (COF)       | 18 Pkt. |
| 5.                                                       | Danemark    | Mads Pedersen (TFS)      | 16 Pkt. |
| 6.                                                       | Deutschland | Andre Greipel (ISN)      | 14 Pkt. |
| 7.                                                       | Frankreich  | Bryan Coquard (BVC)      | 12 Pkt. |
| 8.                                                       | Niederlande | Cees Bol (SUN)           | 10 Pkt. |
| 9.                                                       | Belgien     | Jasper Stuyven (TFS)     | 8 Pkt.  |
| 10.                                                      | Slowenien   | Luka Mezgec (MTS)        | 7 Pkt.  |
| 11.                                                      | Danemark    | Michael Mørkøv (DQT)     | 6 Pkt.  |
| 12.                                                      | Italien     | Matteo Trentin (CCC)     | 5 Pkt.  |
| 13.                                                      | Frankreich  | Hugo Hofstetter (ISN)    | 4 Pkt.  |
| 14.                                                      | Frankreich  | Clément Venturini (ALM)  | 3 Pkt.  |
| 15.                                                      | Norwegen    | Alexander Kristoff (UAD) | 2 Pkt.  |

## Ausgeschiedene Fahrer
- Domenico Pozzovivo (NTT): DNS
- Sam Bewley (MTS): DNF